# ФК Борац Средња Добриња
ФК Борац је фудбалски клуб из Средње Добриње, Србија и тренутно се такмичи у Општинској лиги Пожега, шестом такмичарском нивоу српског фудбала. Клуб је основан 1952. године.